# Рік чотирьох імператорів
41°54′ пн. ш. 12°30′ сх. д. / 41.9° пн. ш. 12.5° сх. д.
Рік чотирьох імператорів або Громадянська війна 68—69 рр. — громадянська війна в Римській імперії, що спалахнула після падіння династії Юліїв-Клавдіїв. Війна за імператорську владу імператорів Гальби, Отона, Вітеллія та Веспасіана, період від усунення Нерона до вступу на престол Веспасіана.
Також вважається, що це була боротьба між флавіанцями та вітеліанцями (тому і назва «рік чотирьох імператорів»), в якій Веспасіана активно підтримував його брат Тит Флавій Сабін.

## Громадянська війна в Римі (68-69)
Незважаючи на свою швидкоплинність, громадянська війна зробила значний відбиток в політичній кризі Римської імперії. Це було засвідчення існування і наростання комплексу соціально-політичних суперечностей у римському імператорському світі.

Як писав Тацит, під час громадянської війни 68-69 
|  | була виявлена таємниця імператорської влади, що принцепсом можна зробитись у Римі та в іншому місці. Проголошення імператорів показало, що провінційні війська тісно пов'язані з провінційною аристократією і, природно враховують інтереси й настрої провінційного громадянства, не згодні терпляче переносити диктат Риму та Італії. |

Таким чином, громадянська війна 68-69 стала важливим випробуванням і грізною пересторогою для імперії. Вона показала, по-перше, яка неміцна імператорська влада. По-друге, виявила, що провінції змінилися і не бажають бути лише об'єктом політики центрального уряду. Уроки громадянської війни мала врахувати нова династія, династія Флавіїв.

## Причини війни
- зростання республіканської опозиції в сенаті;
- після правління Нерона не лишилось спадкоємця влади (боротьба Гальби, Отона, Вітелія та Веспасіана);
- нестабільність соціальної бази, на яку спиралась влада;
- слабка позиція останнього представника династії Нерона, якого не підтримувала армія;
- сепаратистський рух у провінціях.